# 商工組合法
商工組合法（しょうこうくみあいほう、昭和18年3月12日法律第53号）は、商工組合に関する法律である。
1943年（昭和18年）3月12日に公布、同年7月20日に施行され、商工協同組合法（昭和21年11月11日法律第51号）の施行により廃止された。